# Ariodante
Ariodante (HWV 33) er en opera seria i tre akter af Händel. Ophavsmanden til den italienske libretto, som bygger på et værk af Antonio Salvi, kendes ikke. Salvis værk er en tilpasning af sangene 5 og 6 fra Ludovico Ariostos Orlando furioso. 
Operaen blev uropført på Covent Garden Theatre i London den 8. januar 1735, hvor den var en stor succes. Imidlertid blev den, som andre af Händels operaer i genren, snart glemt. Det var først i 1970'erne, at den atter blev opført. Den regnes nu for en af Händels fineste operaer.
- Wikimedia Commons har flere filer relateret til Ariodante